# Lehtiroa naturreservat
Lehtiroa naturreservat är ett naturreservat i Gällivare kommun och Pajala kommun i Norrbottens län.
Området är naturskyddat sedan 2024 och är 337 hektar stort. Reservatet ligger nordost om Ullatti och består av en bergtopp med  barrblandskog med stort lövinslag, främst av björk. Norr om berget ligger våtmarken Kaljunjänkkä, små sumpskogar och en liten bäck.